# Brunswick Zebras Football Club
Il Brunswick Zebras Football Club, noto in precedenza come Brunswick Juventus è una società calcistica australiana con sede nella città di Melbourne, la cui sede è nel sobborgo di Brunswick.

## Storia
Fondato nel 1948 dal campione olimpico Nino Borsari e altri italiani emigrati a Melbourne, la squadra fu fortemente ispirata dal club italiano della Juventus dato che il club prese il nome di "Juventus Melbourne" dal momento in cui venne istituito fino al 1993, anno in cui assunse la denominazione "Brunswick Zebras Football Club", nonché i colori sociali, il disegno della prima divisa e la propria iconografia da quelli caratteristici della squadra torinese, nel 1949.
Il club ha partecipato alla National Soccer League, laureandosi campione nel 1985, e alla Victorian Premier League, nella quale hanno vinto otto titoli. Nel 1996, la prima squadra si è fusa con i Bulleen Lions e il Box Hill Inter per formare il Bulleen Inter Kings, che in seguito ha cambiato nome in Bulleen Zebras. Il Brunswick Zebras Junior Soccer Club, costituitasi nel 1996, quando la prima squadra si è fusa con i Bulleen e il Box Hill, opera ancora nel Brunswick Juventus Club a Sumner Park, East Brunswick.

## Palmarès

### Competizioni nazionali
- NSL: 1

1985
- Victorian Premier League: 8

1952, 1953, 1954, 1955, 1956, 1958, 1970, 1991

### Competizioni statali
- Dockerty Cup: 5

1960, 1970, 1971, 1972, 1977